# Lucie Mansuy-Dotin
Lucie Mansuy-Dotin, née le 11 mars 1846 à Paris et morte le 27 mars 1916 à Neuilly-sur-Seine, est une peintre française.

## Biographie
Marie Lucie Dotin est la fille de Frédéric Alphonse Dotin et d'Amélie Henriette Lemaire, émailleurs.
En 1866, elle épouse le graveur Jules Mansuy (1838-1902).
Élève de Pierre Émile Metzmacher et de Claudius Popelin, elle expose au Salon de 1875 à 1877. Le couple donne naissance à la future peintre Lucie Mansuy (1874-1938) qui prendra le prénom Suzanne Lucie pour se distinguer de sa mère.
Au salon de l'Union des femmes peintres et sculpteurs, elle remporte le prix d'art décoratif en 1905.
Elle meurt à l'âge de 67 ans à son domicile de Neuilly-sur-Seine.

## Œuvres exposées aux Salons parisiens
- Diane de Poitiers, au Salon de 1875, émail
- Portrait de Mme P., au Salon de 1876, émail[7]
- Persée délivre Andromède, au Salon de 1876, émail
- Portrait d'enfant, au Salon de 1877, émail